# Decimiana hebardi
Decimiana hebardi är en bönsyrseart som beskrevs av Atilio Lombardo 2000. Decimiana hebardi ingår i släktet Decimiana och familjen Acanthopidae. Inga underarter finns listade i Catalogue of Life.